# Демократска странка (САД)
Демократска странка (енгл. Democratic Party или кратко Democrats — демократе) јесте једна од две главне савремене политичке странке у Сједињеним Америчким Државама, заједно са својим главним и историјским ривалом, Републиканском странком. Пратећи своје наслеђе од Томаса Џеферсона и Демократско-Републиканске странке Џејмса Медисона, модерну Демократску странку основале су 1828. године присталице Ендруа Џексона, чинећи је најстаријом активном политичком странком на свету.
Данашња филозофија модерног либерализма Демократске странке меша појмове грађанске слободе и социјалне једнакости са подршком мешовитој економији. У Конгресу, странка је велико-шаторског опредељења са утицајним центристичким, прогресивним, левичарским и конзервативним крилима. Реформа корпоративног управљања, заштита животне средине, подршка организованом раду, проширење социјалних програма, приступачна школарина, универзална здравствена заштита, једнаке могућности и заштита потрошача чине срж економске агенде странке. Што се тиче социјалних питања, залаже се за реформу финансирања кампања, ЛГБТ права, кривичну правду и реформу имиграције, строже законе о оружју, права на побачај, и легализацију марихуане.
Петнаест демократа је обављало дужност председника Сједињених Држава. Први је био Ендру Џексон, који је био седми председник државе (1829–1837), а последњи Џо Бајден који је био 46. председник државе (2021–2025). Почетком 2021. године странка има већину у Представничком дому, градоначелници већине већих градова, 23 гувернера државе, 18 законодавних тела држава и 15 трифекта државне владе. Три од девет судија Врховног суда САД именовали су председници демократа. Незванична маскота странке је магарац, иако странка, за разлику од слона код Републиканске странке, никад није званично усвојила овај симбол. Страначка боја је плава. Најважнији орган странке је Национални демократски комитет (Democratic National Committee) који уједно и организује демократске националне конвенције.

## Историја
Оснивање Демократске странке сеже у време настанка Коалиције у Конгресу и Томаса Џеферсона 1792. године, који је тиме желео да потисне политику тадашњег америчког министра за финансије. Током 19. века, као противници тада владајуће Републиканске странке, федералисти, како су се тада звале демократе око Александера Хамилтона, нису били значајно активни. Реформу странке наставио је Ендру Џексон који је од 1829. до 1837. био 7. председник САД, те се и данас он, после Џеферсона, сматра оснивачем Демократске странке. Заједно са тадашњим сенатором државе Њујорк, Мартином ван Бјуреном, Џексон је темељно реформисао странку у периоду од 1828. до 1830, која је у то време доминирала политиком земље. Њихово деловање је ишло идејом интереса једноставних људи, нарочито према усељеницима и сиромашним слојевима становништва, пошто је у то време дошло до великог усељавања у САД. Борили су се против ропства, залагали су се за равномерно насељавање велике територије која је из дана у дан расла ка западу.

## Демократска странка данас
Данас су демократе у Конгресу у већини прогресивци и центристи те у знатно мањој, занемаривој мери конзервативци. Странком доминира политичка филозофија социјалног либерализма са америчким посебностима, која заговара социјалну одговорност. Странка се залаже за умерену интервенцију државе у тржишну привреду, те повећање регулације тржишта. Програми, као што су подршка синдикатима, приступачне школарине, универзална здравствена заштита и једнаке шансе за све, заштита потрошача и заштита животне средине, чине суштину економске политике странке. Демократска странка се удружила с мањим регионалним странкама широм САД, као што су Фармерско-лабуристичка странка у Минесоти и Нестраначка лига у Северној Дакоти.
У 2004. години, била је највећа америчка странка са 42,6% од укупно 169 милиона регистрованих бирача који су се изјашњавали као симпатизери или чланови странке.
Расне, етничке, верске, сексуалне и друге мањинске заједнице у САД као што су Афроамериканци, Хиспаноамериканци и Латиноамериканци, Амерички староседеоци, азијатски Американци, амерички Јевреји, амерички муслимани, секуларни Американци, ЛГБТ заједница и друге мањине су главне групе које обично гласају за Демократску странку на изборима.

## Политичке позиције

### Економска политика
- Проширење програма социјалне заштите.
- Повећање пореза на капиталну добит и пореза на дивиденду на изнад 28%.
- Смањење пореза за припаднике ниже и средње класе, те мала предузећа.
- Промена правила опорезивања како би се зауставио одлив радне снаге.
- Повећање савезне минималне плате.
- Модернизација и проширење приступа јавном образовању и осигуравање универзалног предшколског образовања.
- Увођење система универзалне здравствене заштите.
- Повећање улагања у развој инфраструктуре.
- Повећање улагања у научно-технолошка истраживања и развој.
- Проширење кориштења обновљивих извора енергије и смањење употребе фосилних горива.
- Увођење пореза на угљеник.
- Реформисање система студентских зајмова и омогућавање рефинансирања истих.
- Осигуравање једнаке плате за једнак рад без обзира на пол, расу или националност.

### Социјална политика
- Задржавање неутралности Интернета.
- Спровођење реформе финансирања изборних кампања, те свеобухватне изборне реформе.
- Задржавање права гласа и једноставан приступ гласању.
- Легализација истополних бракова и партнерстава.
- Омогућавање приступа абортусу и женској репродуктивној здравственој заштити.
- Реформа система имиграције и лакше добијање америчког држављанства.
- Строжа контрола оружја.
- Побољшавање закона о приватности и ограничавање надзора власти.
- Противљење окрутном казни, укључујући смртну.

## Демократски председници САД
| Име и презиме       | Период                |
| ------------------- | --------------------- |
| Ендру Џексон        | 1829–1837.            |
| Мартин ван Бјурен   | 1837–1841.            |
| Џејмс Нокс Полк     | 1845–1849.            |
| Френклин Пирс       | 1853–1857.            |
| Џејмс Бјукенан      | 1857–1861.            |
| Ендру Џонсон        | 1865–1869.            |
| Гровер Кливленд     | 1885–1889; 1893–1897. |
| Вудро Вилсон        | 1913–1921.            |
| Френклин Д. Рузвелт | 1933–1945.            |
| Хари С. Труман      | 1945–1953.            |
| Џон Ф. Кенеди       | 1961–1963.            |
| Линдон Б. Џонсон    | 1963–1969.            |
| Џими Картер         | 1977–1981.            |
| Бил Клинтон         | 1993–2001.            |
| Барак Обама         | 2009–2017.            |
| Џо Бајден           | 2021–2025.            |